# Phyllis Nelson
Phyllis Nelson (* 3. Oktober 1950 in Indiana; † 12. Januar 1998 in Los Angeles) war eine US-amerikanische Sängerin.

## Biografie
In den 1970er Jahren war Nelson neben den Sängerinnen Karen Dempsey und Allison Hobbs Mitglied des Trios Brown Sugar, das Anfang des Jahres 1976 mit der Single The Game Is Over (What’s the Matter with You) einen kleinen Hit in den US-Charts hatte (Platz 79).
Die erste Veröffentlichung als Solokünstlerin war die 1980er Single Don’t Stop the Train. Das Lied stand 1981 auf Platz 20 der Billboard Dance Music/Club Play Singles. Ein weiterer Erfolg gelang mit dem selbstgeschriebenen Lied Move Closer, das 1985 ein Nummer-eins-Hit in den britischen Charts wurde. Auch die Single I Like You fand große Beachtung und platzierte sich an der Spitze der US-Dance-Charts und auf einer mittleren Position der Billboard Hot 100.
Für den französischen Kriminalfilm Der Panther aus dem Jahr 1985 sang Nelson zusammen mit dem Hauptdarsteller Alain Delon den Endtitelsong I Don’t Know. Sie starb 1998 in Los Angeles an Brustkrebs.

## Diskografie

### Alben
- 1984: Move Closer
- 1985: I Like You

### Kompilationen
- 1995: The Best of Phyllis Nelson – I Like You
- 2002: Move Closer

### Singles
- 1980: Don’t Stop the Train
- 1983: Stop Don’t Do This to Me
- 1983: Take Me Nowhere
- 1984: Move Closer
- 1985: I Don’t Know (mit Alain Delon)
- 1985: I Like You
- 1986: Chemical Reaction
- 1989: Don’t Stop the Train (mit Viola Wills)
- 1989: Explosive Combination
- 1999: Don’t Stop the Train ’99